# Asnois (Nièvre)
Asnois é uma comuna francesa na região administrativa de Borgonha-Franco-Condado, no departamento Nièvre. Estende-se por uma área de 5,72 km². Em 2010 a comuna tinha 146 habitantes (densidade: 25,5 hab./km²).